# Лема Йонеди
В теорії категорій, лема Йонеди — абстрактний результат про властивості функтора Hom. Вона є узагальненням теореми Келі в теорії груп (якщо розглядати групу як категорію з одним об'єктом). Лема дозволяє розглянути вкладення довільної категорії в категорію функторів з неї в Set. Лема Йонеди — важливий інструмент, який дозволив отримати багато важливих результатів в алгебраїчній геометрії і теорії представлень.

## Загальний випадок леми
У довільній (локально малій) категорії для даного об'єкта A можна розглянути коваріантний функтор Hom, що позначається
{\displaystyle h^{A}=\mathrm {Hom} (A,-).}
{\displaystyle h^{A}} переводить об'єкт {\displaystyle X} у множину морфізмів {\displaystyle \mathrm {Hom} (A,X),} а морфізм {\displaystyle f\colon X\to Y} у морфізм {\displaystyle f\circ -} (композицію із {\displaystyle f} зліва) що переводить {\displaystyle g} із {\displaystyle \mathrm {Hom} (A,X)} у морфізм {\displaystyle f\circ g} у {\displaystyle \mathrm {Hom} (A,Y)}. Тобто, 
{\displaystyle h^{A}(f)(g)=f\circ g}.
Нехай F — довільний функтор з C в Set. Лема Йонеди стверджує, що:
для будь-якого об'єкта A категорії C, натуральні перетворення з hA в F знаходяться у взаємно-однозначній відповідності з елементами F(A):
{\displaystyle \mathrm {Nat} (h^{A},F)\cong F(A).}
Для даного натурального перетворення Φ з hA в F відповідний елемент F(A) це {\displaystyle u=\Phi _{A}(\mathrm {id} _{A})}, тобто натуральне перетворення однозначно визначається образом тотожного морфізма.
Окрім того ізоморфізм у твердженні леми є натуральним щодо об'єктів категорії і функторів з C в Set. А саме для довільного морфізму {\displaystyle f\colon A\to B} виконується рівність {\displaystyle Ff(\Phi _{A}(\mathrm {id} _{A}))=(\Phi \circ h^{f})_{B}(\mathrm {id} _{B})}(де {\displaystyle \Phi \circ h^{f}} — натуральне перетворення із {\displaystyle h^{B}}у F, для якого для {\displaystyle g\in \mathrm {Hom} (B,X)}визначається {\displaystyle (\Phi \circ h^{f})(g)=\Phi _{A}(g\circ f)\in F(X)}) і для довільного морфізму {\displaystyle \theta \colon F\to G}функторів із C в Set  виконується рівність {\displaystyle \theta _{A}(\Phi _{A}(\mathrm {id} _{A}))=(\theta \circ \Phi )_{A}(\mathrm {id} _{A}).}
Контраваріантна версія леми Йонеди розглядає контраваріантний функтор
{\displaystyle h_{A}=\mathrm {Hom} (-,A),}
що відправляє X у множину Hom(X, A). Для довільного контраваріантного функтора G з C в Set
{\displaystyle \mathrm {Nat} (h_{A},G)\cong G(A).}

### Доведення
Доведення леми Йонеди подано на комутативній діаграмі:
Діаграма показує, що натуральне перетворення Φ повністю визначається {\displaystyle \Phi _{A}(\mathrm {id} _{A})=u}, оскільки для будь-якого морфізма f: A → X
{\displaystyle \Phi _{X}(f)=(Ff)u.}
Більш того, ця формула задає натуральне перетворення для будь-якого u ∈ F(A). Справді нехай f: A → X і g: X → Y — деякі морфізми. Тоді {\displaystyle h_{A}(g)} переводить {\displaystyle f\in \mathrm {Hom} (A,X)}у {\displaystyle g\circ f\in \mathrm {Hom} (A,Y)}і {\displaystyle \Phi _{X}(f)=(Ff)u}, а також {\displaystyle \Phi _{Y}(g\circ f)=F(g\circ f)u=Fg\circ (Ff)u=(Fg)\Phi _{X}(f)}. Тому {\displaystyle \Phi _{Y}(h^{A}(g)(f))=(Fg)\Phi _{X}(f)}і введене перетворення є справді натуральним.
Натуральність для об'єктів категорії випливає із рівностей {\displaystyle (\Phi \circ h^{f})_{B}(\mathrm {id} _{B})=\Phi _{B}(\mathrm {id} _{B}\circ f)=Ff(\Phi _{A}(\mathrm {id} _{A}))}згідно з означенням натурального перетворення {\displaystyle \Phi \circ h^{f}} і заданням Φ через {\displaystyle \Phi _{A}(\mathrm {id} _{A})=u}. Рівність {\displaystyle \theta _{A}(\Phi _{A}(\mathrm {id} _{A}))=(\theta \circ \Phi )_{A}(\mathrm {id} _{A})}випливає з того, що {\displaystyle \theta ,\Phi }є морфізмами функторної категорії SetC  і тому для них виконується правило композицій.
Доведення контраваріантного випадку є аналогічним.

## Вкладення Йонеди
Окремий випадок леми Йонеди — коли функтор F також є функтором Hom. В цьому випадку коваріантна версія леми Йонеди стверджує, що
{\displaystyle \mathrm {Nat} (h^{A},h^{B})\cong \mathrm {Hom} (B,A).}
Відображення кожного об'єкта A категорії C в відповідний hom-функтор hA = Hom(A,-) і кожен морфізм f: B → A у відповідне натуральне перетворення Hom(f,-) задає контраваріантний функтор h- з C в SetC (тобто категорію коваріантних функторів із C в Set), або коваріантний функтор
{\displaystyle h^{-}\colon {\mathcal {C}}^{\text{op}}\to \mathbf {Set} ^{\mathcal {C}}.}
У цій ситуації лема Йонеди стверджує, що h- — цілком унівалентний функтор, тобто задає вкладення Cop в категорію функторів в Set. У цих термінах можна також краще зрозуміти значення леми Йонеди. Нехай F — довільний функтор з C в Set, тобто F є об'єктом SetC. Тоді можна ввести  F для якого {\displaystyle F'(A)=\mathrm {Nat} (h^{A},F).}Аналогічно можна ввести F'' і т. д. Лема Йонеди стверджує, що всі ці морфізми є ізоморфними і їх можна вважати одним об'єктом SetC.
У контраваріантному випадку по лемі Йонеди
{\displaystyle \mathrm {Nat} (h_{A},h_{B})\cong \mathrm {Hom} (A,B).}
Отже, h- задає цілком унівалентний коваріантний функтор (вкладення Йонеди)
{\displaystyle h_{-}\colon {\mathcal {C}}\to \mathbf {Set} ^{{\mathcal {C}}^{\mathrm {op} }}.}

## Зображувані функтори
Функтор F із деякої (локально малої) категорії C в Set називається зображуваним, якщо існує об'єкт A категорії і деякий натуральний ізоморфізм між  F і функтором {\displaystyle h^{A}}. За означенням зображенням функтора називається вибір деякого об'єкта  A і натурального ізоморфізму. 

Важливим наслідком леми Йонеди є той факт, що зображення однозначно задається вибором об'єкта A категорії, а також елемента {\displaystyle u\in F(A)} для якого виконується умова: для довільного об'єкта B категорії C і будь-якого елемента {\displaystyle x\in F(B)} існує єдиний морфізм f: A → B для якого {\displaystyle Ff(u)=x.}
Справді з означення зображення функтора випливає однозначний вибір деякого об'єкта A, а згідно леми Йонеди відповідне натуральне перетворення однозначно визначає деякий елемент {\displaystyle u=\Phi _{A}(\mathrm {id} _{A})} і тоді для морфізма f: A → B  виконується рівність {\displaystyle \Phi _{B}(f)=(Ff)u.}Залишається лише довести, що натуральне перетворення буде ізоморфізмом тоді і тільки тоді, коли виконується додаткова умова. Перетворення буде ізоморфізмом тоді і тільки тоді, коли відображення {\displaystyle \Phi _{B}:\mathrm {Hom} (A,B)\to F(B)}буде бієкцією для всіх об'єктів B. Але  {\displaystyle \Phi _{B}(f)=(Ff)u,}тому таке відображення буде бієкцією тоді і тільки тоді, коли для будь-якого елемента {\displaystyle x\in F(B)} існує єдиний морфізм f: A → B для якого {\displaystyle Ff(u)=x,} що і треба було довести.